# Choi Yung-keun
Choi Yung-keun (8 de fevereiro de 1923 - 20 de julho de 1994) foi um futebolista sul-coreano que atuava como atacante.

## Carreira
Choi Yung-keun fez parte do elenco da Seleção Sul-Coreana de Futebol, na Copa do Mundo de 1954.